# Western contemporâneo

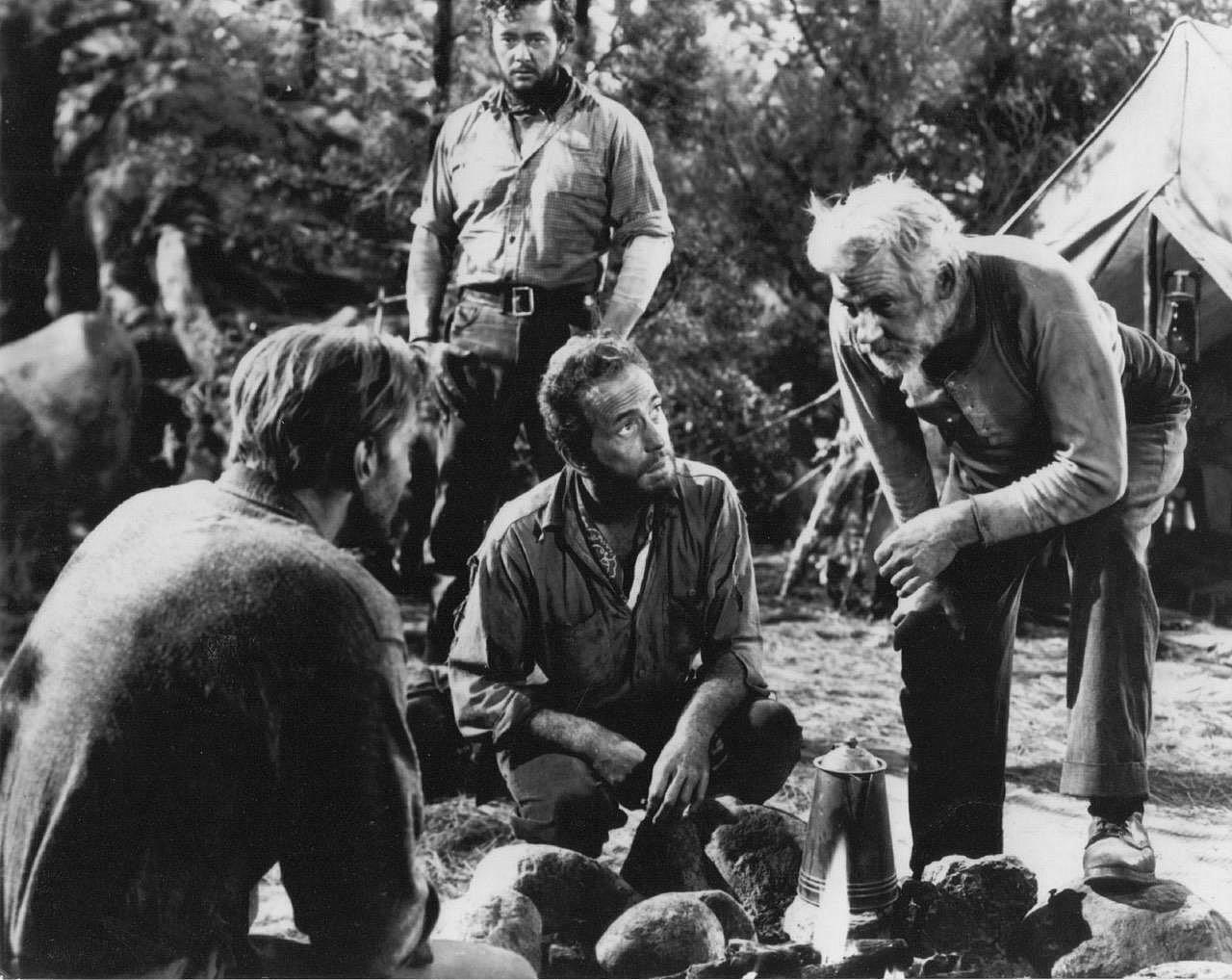
Humphrey Bogart and Walter Huston no filme O Tesouro de Sierra Madre (1948), ambientado nos anos 1920

Western contemporâneo  é um subgênero do gênero western que inclui cenários contemporâneos e usa temas, arquétipos e motivos do Velho Oeste, como um anti-herói rebelde, planícies abertas e paisagens desérticas ou tiroteios. Este subgênero inclui os gêneros neo-western ou neo-faroeste pós-western, e western urbano que incluem o culto ao cowboy em um cenário moderno que envolve os sentimentos e a compreensão do público sobre os filmes de western. Pode-se dizer que um neo-western usa temas de western ambientados nos dias atuais.

## Desenvolvimento
Desde 1929, já se falava da necessidade de mudança nos filmes faroestes para se manterem relevantes na América moderna da época ("Tom Mix, Hoot Gibson e Ken Maynard precisam trocar cavalos por aviões ou ir para o asilo de velhos atores"). No entanto, o surgimento do neo-western é creditado a duas razões específicas: 1) o cenário contemporâneo permitia o uso de um maior número de ideias potenciais para enredos, que "incluíam desde criminosos modernos e nazistas malignos até carros de alta tecnologia e metralhadoras"; 2) Gene Autry, um famoso astro de faroestes, também era um cantor e performer conhecido. Para aproveitar ao máximo sua reputação, a Republic Pictures decidiu que era melhor que Autry interpretasse a si mesmo, transferindo assim os filmes do Velho Oeste para um cenário contemporâneo. Alguns atores anteriores, como Ken Maynard e Hoot Gibson, ocasionalmente estrelaram filmes com ambientação moderna, mas Autry foi o primeiro a fazê-lo regularmente. Os filmes de Autry também foram descritos como "dramas policiais em cenário western contemporâneo".

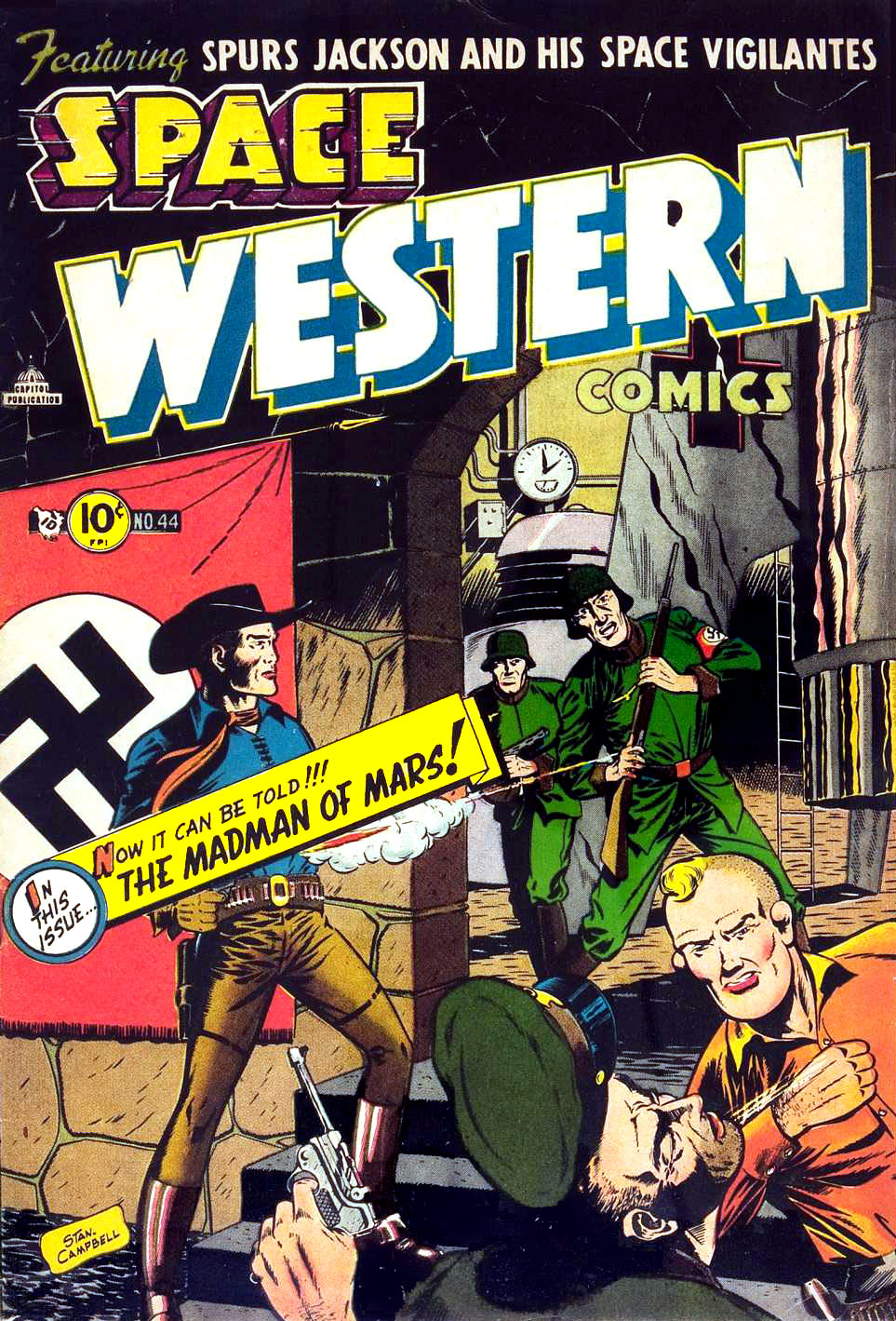
Capa de Space Western (1952) com um cowboy combatendo nazistas na Segunda Guerra Mundial.

Outros exemplos iniciais do gênero foram os filmes estrelados por Roy Rogers, que incluíam cenários contemporâneos com forte dependência de personagens e imagens tradicionais de western, como Silver Spurs (1943). Seus filmes feitos após 1947 são descritos como quase sem exceção, filmes de aventura modernos ambientados no oeste americano. A Republic Pictures, que distribuiu um número significativo de filmes de Autry e Rogers, logo se especializou no subgênero do neo-western , um exemplo do qual é também Texas Rangers Ride Again (1940), da Paramount.
A partir do pós-guerra, dramas de rádio como Tales of the Texas Rangers (1950–1952), com Joel McCrea, um drama policial contemporâneo ambientado no Texas, apresentavam muitas características dos westerns tradicionais. Nesse período, precursores do pós-western que antecederam os filmes neo-westerns modernos começaram a aparecer. Isso inclui filmes como The Lusty Men (1952), de Nicholas Ray, e Bad Day at Black Rock (1955), de John Sturges. Exemplos da primeira fase moderna dos neo-westerns incluem filmes como Lonely Are the Brave (1962) e Hud (1963). A popularidade do subgênero ressurgiu desde o lançamento de No Country for Old Men (2007), de Joel e Ethan Coen.
O subgênero também pode ser visto na televisão em séries como Breaking Bad. De acordo com o criador da série, Vince Gilligan: Depois do primeiro episódio de Breaking Bad, comecei a perceber que estávamos fazendo um western contemporâneo. Então você vê cenas que são como pistoleiros se enfrentando, como Clint Eastwood e Lee Van Cleef — temos Walt e outros assim.

No Brasil, termos como western macaxeira e western feijoada são usados para designar produções influenciadas pelo faroeste. Alguns exemplos de faroeste contemporâneo brasileiros incluem a telenovela Irmãos Coragem (1970) e o filme O Matador (2017), esse último também pode ser enquadrado como nordestern, devido à temática sobre cangaceiros.
Muitos westerns espaciais e westerns de ficção científica podem ser classificados dentro do gênero neo-western, especialmente se os elementos de ficção científica forem secundários em relação às características western das tramas. Alguns exemplos conhecidos incluem a série original Star Trek (1966–1969) e o filme Serenity (2005), de Joss Whedon. Outros tipos de westerns de ficção científica, como o filme Mad Max (1979), também se tornaram populares.
A tira de jornal Bronc Peeler, de Fred Harman, publicada entre 1933 e 1934, era um faroeste ambientado nos anos 1930. Em1938, Harman e o roteirista Stephen Slesinger lançaram um personagem semelhante chamado Red Ryder, porém situado no Velho Oeste. Peeler tinha como sidekick um indiozinho chamado Pequeno Castor, que seria reutilizado em Red Ryder. Outros exemplo é o herói Vigilante, da DC Comics, Vigilante estrelou um seriado da Republic Pictures lançado em 1947.

## Neo-westerns – ambientação, motivos e temas
Alguns neo-westerns ainda se passam no Oeste americano e revelam a progressão da mentalidade do Velho Oeste nos séculos XX e XXI. Esse subgênero frequentemente apresenta personagens do tipo Velho Oeste lutando com o deslocamento em um mundo civilizado que rejeita sua forma ultrapassada de justiça. No entanto, o western contemporâneo não precisa se limitar ao cenário tradicional do Oeste americano. Coogan's Bluff e Midnight Cowboy são exemplos de westerns urbanos ambientados em Nova York. A série de televisão neo-western Justified se passa no leste do Kentucky.
Um exemplo de neo-western é a Trilogia Mariachi de Robert Rodriguez.
O neo-western tem três temas identificadores. O primeiro é a falta de regras, com a moral guiada pelos instintos de certo e errado do personagem ou da audiência, em vez de pela governança. O segundo são personagens em busca de justiça. O terceiro tema, personagens sentindo remorso, conecta o neo-western ao gênero western mais amplo, reforçando um tema universal de que ações têm consequências. Outras convenções do gênero incluem virilidade e, portanto, direitos patriarcais... garantidos por performances públicas de competência; e competência, por sua vez, é medida e comprovada em atos (bem-sucedidos) de violência. A filmografia de Taylor Sheridan inclui muitos exemplos do que significa ser um neo-western.

## Listas de neowesterns

### Filmes
- Hidden Valley (1932)
- Thunder Over Texas (1934)
- Zorro Rides Again (1937)
- Under Western Stars (1938)
- Texas Rangers Ride Again (1940)
- Man from Cheyenne (1942)
- Silver Spurs (1943)
- Bells of San Angelo (1947)
- Springtime in the Sierras (1947)
- The Vigilante (1947)
- North of the Great Divide (1950)
- Heart of the Rockies (1951)
- South of Caliente (1951)
- Pals of the Golden West (1951)
- The Misfits (1961)
- Lonely are the Brave (1962)
- Midnight Cowboy (1969)
- Dirty Harry (1971)
- The Getaway (1972)
- Junior Bonner (1972)
- J. W. Coop (1972)

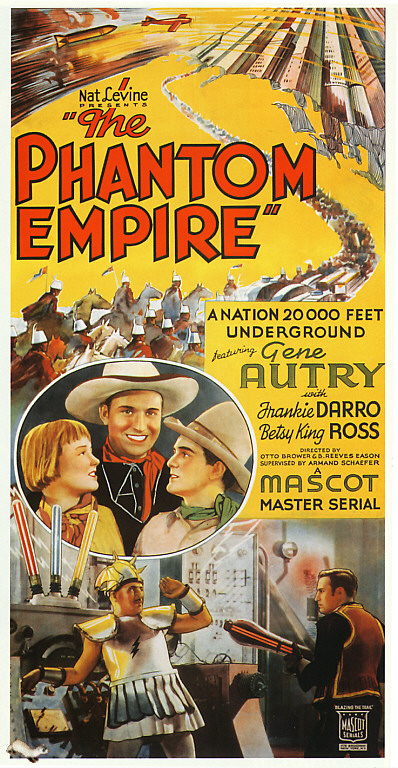
The Phantom Empire (1935), estrelado por Gene Autry, o seriado mescla faroeste e ficção científica.

- Bring Me the Head of Alfredo Garcia (1974)
- Hearts of the West (1975)
- Assault on Precinct 13 (1976)
- Comes a Horseman (1978)
- Lone Wolf McQuade (1983)
- Flashpoint (1984)
- Paris, Texas (1984)
- Extreme Prejudice (1987)
- Road House (1989)
- Harley Davidson and the Marlboro Man (1991)
- El Mariachi (1992)
- Red Rock West (1993)
- Desperado (1995)
- Lone Star (1996)
- The Way of the Gun (2000)
- Era uma Vez no México (2003)
- Down in the Valley (2005)
- Kill Bill: Volume 2 (2004)
- The Three Burials of Melquiades Estrada (2005)
- Brokeback Mountain (2005)
- Don't Come Knocking (2005)
- No Country for Old Men (2007)
- Gran Torino (2008)
- Crazy Heart (2009)
- Out of the Furnace (2013)
- Mystery Road (2013)
- The Rover (2014)
- Blood Father (2016)
- Hell or High Water (2016)
- Wind River (2017)
- Logan (2017)
- To Hell and Gone (2019)
- El Camino: A Breaking Bad Movie (2019)
- Cry Macho (2021)
- The Last Victim (2021)
- Nope (2022)
- Eddington (2025)

#### Filmes brasileiros
- Gaúcho Negro (1991)[20]
- Buena Sorte (1997)[21]
- Boi Neon (2015)[22]
- O Matador (2017)[13]
- Cano Serrado (2018)[23]
- Bacurau (2019)[24]
- Casa Vazia (2021)[25][26][27]
- Oeste Outra Vez (2024)[28]

#### Filmes em língua espanhola
- Pimpinero: Sangue e Óleo, filme colombiano de 2024 (em espanhol: Pimpinero: Sangre y Gasolina / em inglês: Pimpinero: Blood and Oil)[29]

### Histórias em quadrinhos
- Bronc Peeler
- Vigilante